# Мадог ап Маредид
Мадог ап Маредид (валл. Madog ap Maredudd, умер в 1160) — король Поуиса (1132—1160), сын Маредида ап Бледина.

## Биография
Мадог ап Маредид был женат на Сусанне, сестре Оуайна ап Грифида. Несмотря на это, гвинедский король продолжал нападать на Поуис. Мадог заключил союз с Ранульфом Честером, но Оуайн всё равно разбил их и в 1150 году захватил Йель. Мадог поддержал Генриха II, который в 1157 году вторгся в Гвинед и возвратил Мадогу многие его владения.
Мадог умер в 1160 году и был похоронен в церкви святого Тисилио. Его старший сын Лливелин вскоре был убит, и Поуис был разделён между остальными детьми и многочисленными племянниками Мадога. Государство распалось на две части, северную (Поуис Вадог) и южную (Поуис Венвинвин), и больше никогда не воссоединялось.